# 国家律师学院
国家律师学院，是中华人民共和国司法部隶属的学校，主要承担律师教育培训、理论研究和对外交流等职能。

## 职能机构
- 综合部

- 教育培训部

- 理论研究部

- 对外交流部